# Ясногірський монастир
Ясногірський монастир (пол. Klasztor Jasnogórski; Jasna Góra) — католицький монастир у польському місті Ченстохова. Повна назва — Санктуарій Пресвятої Діви Марії Ясногірської (пол. Sanktuarium Najświętszej Maryi Panny Jasnogórskiej). Монастир належить монашому ордену паулінів. Ясногорський монастир відомий, як місце зберігання Ченстоховської ікони Божої Матері, яку католики шанують як величну реліквію. Ясна Гора — головний об'єкт релігійного паломництва в Польщі.

## Історія

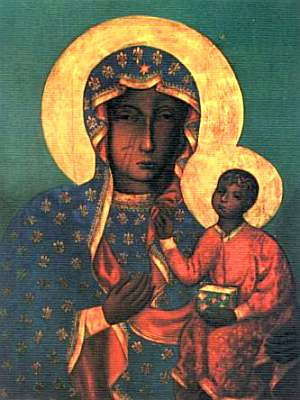
Ченстоховська ікона Божої Матері

В 1382 році польський князь Владислав Опольский запросив до Польщі з Угорщини монахів ордену паулінів, які заснували монастир на пагорбі поруч з містом Ченстохова. Нова обитель отримала ім'я «Ясна Гора» в честь головної на той час церкви ордену — храму св. Лаврентія на Ясній Горі в Буді. На Ясну Гору Владиславом Опольським була перенесена чудотворна ікона Діви Марії з міста Белз (суч. Україна). Інформація про цю подію міститься в старовинному манускрипті «Translatio Tabulae», екземпляр якого, датований 1474 роком, зберігається в монастирському архіві. З моменту заснування монастир став відомий як місце зберігання реліквії. Паломництва до ікони почалися вже в XV столітті.
На Пасху 14 квітня 1430 року монастир був атакований бандою грабіжників-гуситів з Богемії, Моравії і Сілезії. Вони пограбували монастир, розбили ікону на три частини і завдали по лику кількох ударів шаблею. Реставрація образу проходила в Кракові при дворі короля Владислава Ягайла. Недосконалі техніки реставрації призвели до того, що, хоча ікону і вдалося зібрати докупи, шрами від шабельних ударів на лику Богородиці все одно проступали крізь свіжу фарбу. В 1466 році монастир пережив ще одну облогу чеської армії.

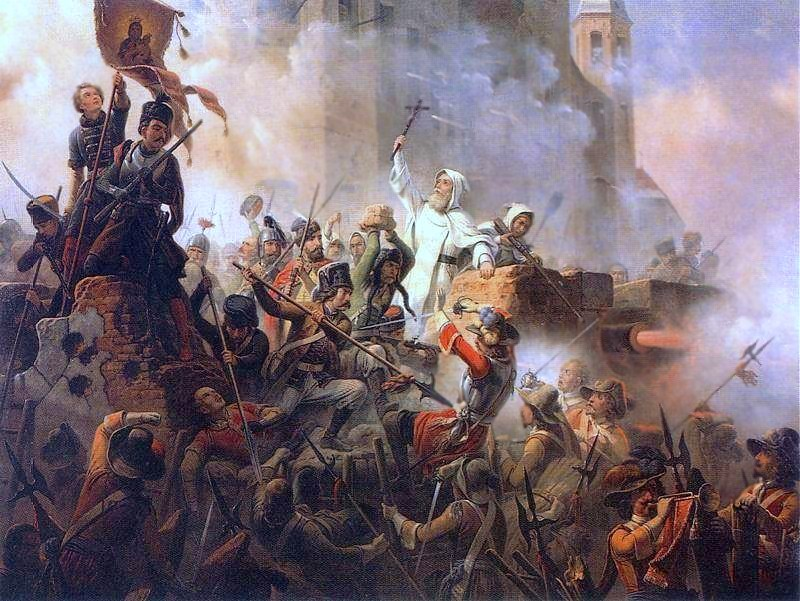
Я. Суходольські. Оборона Ясної Гори в 1655 році

У XV столітті в монастирі був збудований новий собор. На початку XVII століття для захисту від нападів навколо монастиря були зведені міцні стіни, перетворивши Ясну Гору на фортецю. Дуже скоро фортифікаційні споруди монастиря мали витримати суворе випробування на міцність під час так званого «потопу», шведського наступ на Річ Посполиту в 1655 році. Шведський наступ розвивався стрімко, протягом кількох місяців були взяті Познань, Варшава і Краків; польська шляхта масово переходила на бік ворога; король Ян Казимир втік з країни. 18 листопада того ж року шведська армія під командуванням генерала Міллера підступила до стін Ясної Гори. Незважаючи на чисельну перевагу шведів у живій силі (шведів було близько 3 тисяч проти 170 солдат, 20 дворян і 70 монахів в монастирі) настоятель Августин Кордецький вирішив чинити опір завойовникам. Героїчна оборона монастиря примусила шведів відступити і слугувала прикладом для всієї країни. Врешті це призвело до вигнання шведів, що багатьма в Польщі було сприйнято як чудо Богородиці. Повернувшись з вигнання, король Ян Казимир у Латинському кафедральному соборі у Львові виголосив обітницю, в якій урочисто передав Польське королівство, а також Литовське, Руське, Мазовецьке, Жмудське, Інфляндське і Чернігівське князівства під опіку Діви Марії. Натомість, обіцяв звільнити селян від «гноблення і несправедливих обтяжень», чим сподівався заохотити їх до боротьби зі шведами та московитами.
Ще кілька нападів монастирю довелось пережити під час Північної війни, в 1702, 1704 і 1705 роках, але вони були також відбиті. В 1716 році монахи монастиря подали в Рим петицію про коронування образу. В 1717 році після отримання згоди від папи Климента XI ікона була коронована в присутності 200 000 паломників. Покладення на голови Дитятка і Матері Божої корон символізувало особливу велич ікони і її чудотворність.

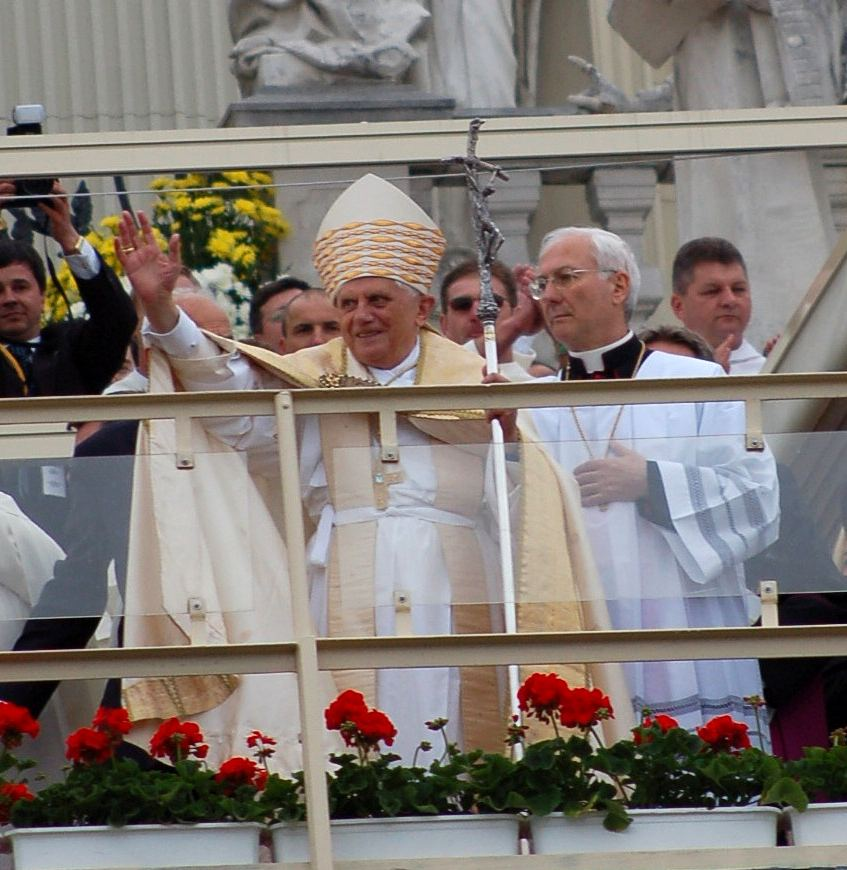
Папа Бенедикт XVI під час візиту в Ясну Гору в 2006 році

Після поразки Барської конфедерації в 1772 році останній польський король Станіслав Понятовський наказав віддати монастир російським військам. Вдруге монастир був узятий російською армією в 1813 році під час наполеонівських воєн. Тоді настоятель Ясної Гори підніс російським воєначальникам список ікони, який потім зберігався в Казанському соборі Санкт-Петербурга, а після закриття собору в 1932 році перейшов на зберігання в Державний музей історії релігії. Російська армія зруйнувала фортечні стіни Ясної Гори до рівня першого поверху, але, в 1843 році Микола I милостиво дозволив відновити їх. Стіни були відбудовані в дещо іншій конфігурації.
В умовах, коли територія Польщі була розділена між іншими державами, Ясногорський монастир і ікона, яка в ньому зберігалася, були трактовані, як символ єдності нації. Так на знаменах учасників Польського повстання 1863–1864 років був зображений Ченстоховський образ. Після придушення Росією повстання декого з монахів-паулінів було звинувачено в підтримці повстанців і вислано в Сибір.
Під час Другої світової війни монастир був окупований нацистами, масові паломництва обмежені.
Після війни Ясна Гора продовжувала бути духовним центром країни. В вересні 1956 року, в день трьохсотліття «львівської обітниці» Яна Казимира, близько мільйона віруючих молились тут про звільнення ув'язненого комуністичною владою примаса Польщі, кардинала Стефана Вишинского. Звільнення кардинала відбулось через місяць після цього.
В серпні 1991 року в Ченстохові проводився католицький Всесвітній день молоді, в якому брав участь Папа Римський Іван-Павло II, і в ході якого паломництво до ікони здійснили більше мільйона людей, в тому числі і значна кількість молодих людей з СРСР, що стало одним з яскравих свідчень падіння «залізної завіси».

## Територія і будівлі

План монастиря

Ясногорський монастир розташований на пагорбі висотою 293 метри. 106-метрова дзвіниця монастиря домінує над містом Ченстохова і її видно приблизно з 10-кілометрової відстані від монастиря. Територія монастиря займає площу 5 гектарів. Монастирські будівлі оточені з трьох сторін парком, а з четвертої сторони до них веде великий сквер, який у дні великих свят повністю заполоняється паломниками.
Монастир має чотирикутну форму, по кутах розташовані потужні бастіони стріловидної форми. Бастіони мають назви:
- бастіон Морштинів
- бастіон св. Барбари (або бастіон Любомирських)
- королівський бастіон (або бастіон Потоцьких)
- бастіон Св. Тройці (бастіон Шанявських)

### Дзвіниця

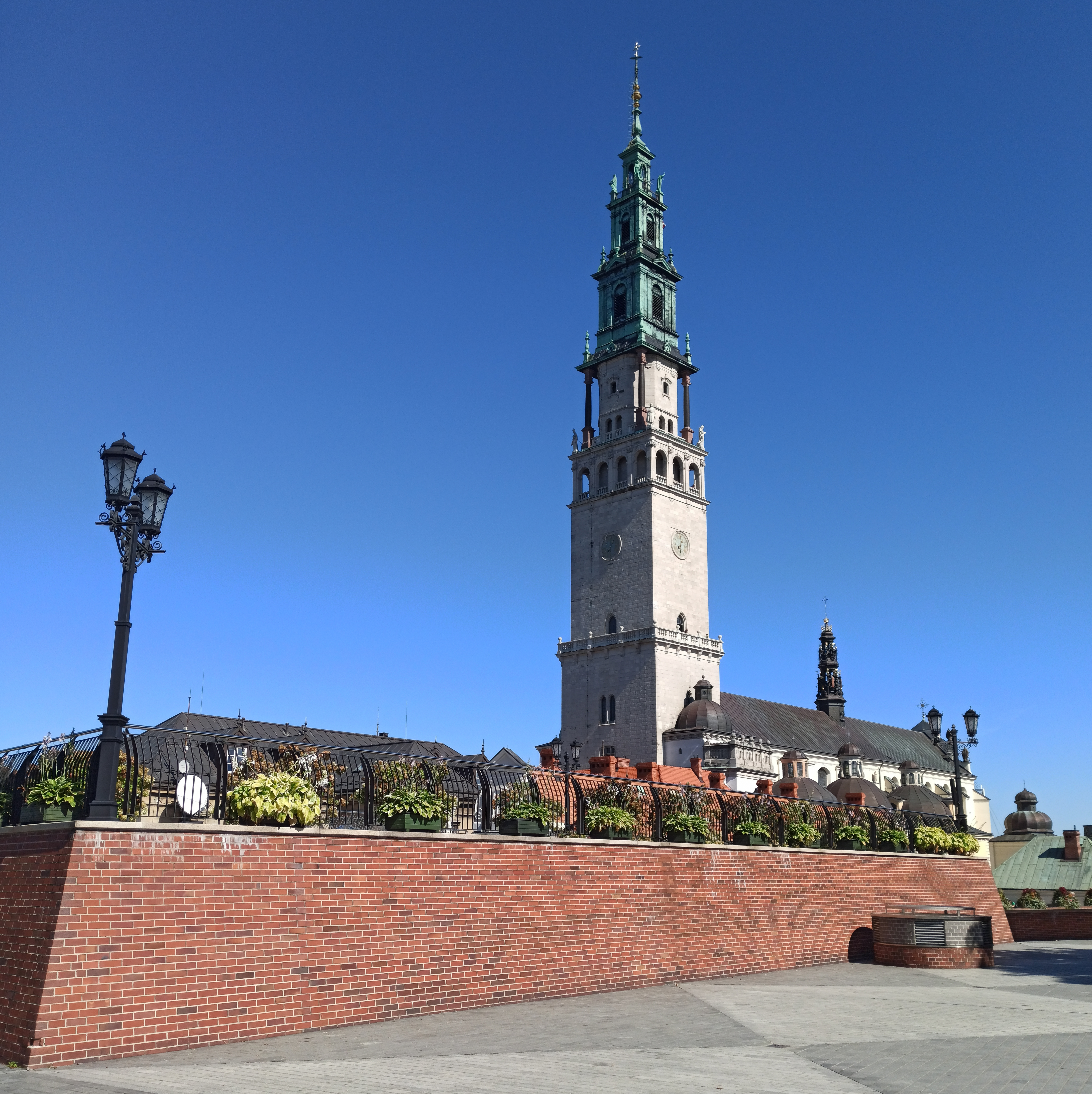
Дзвіниця

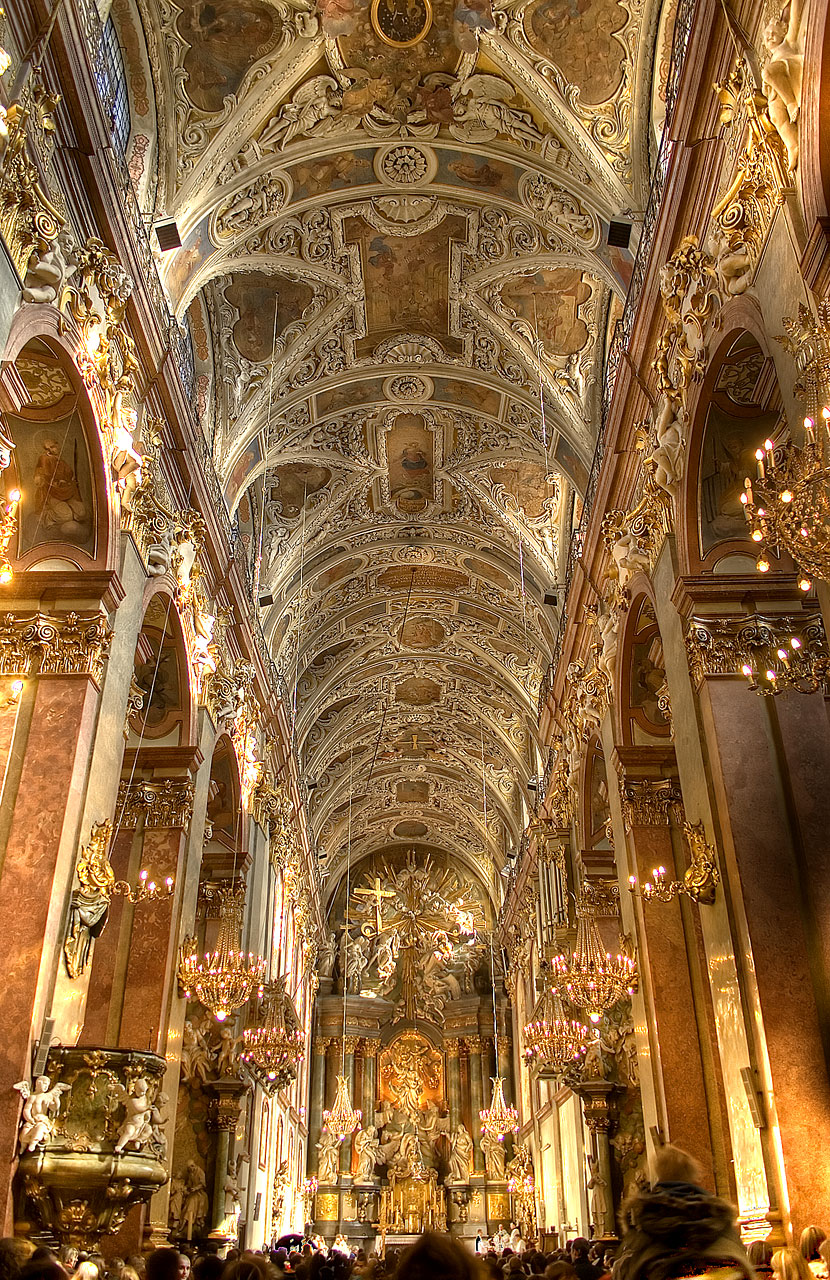
Собор

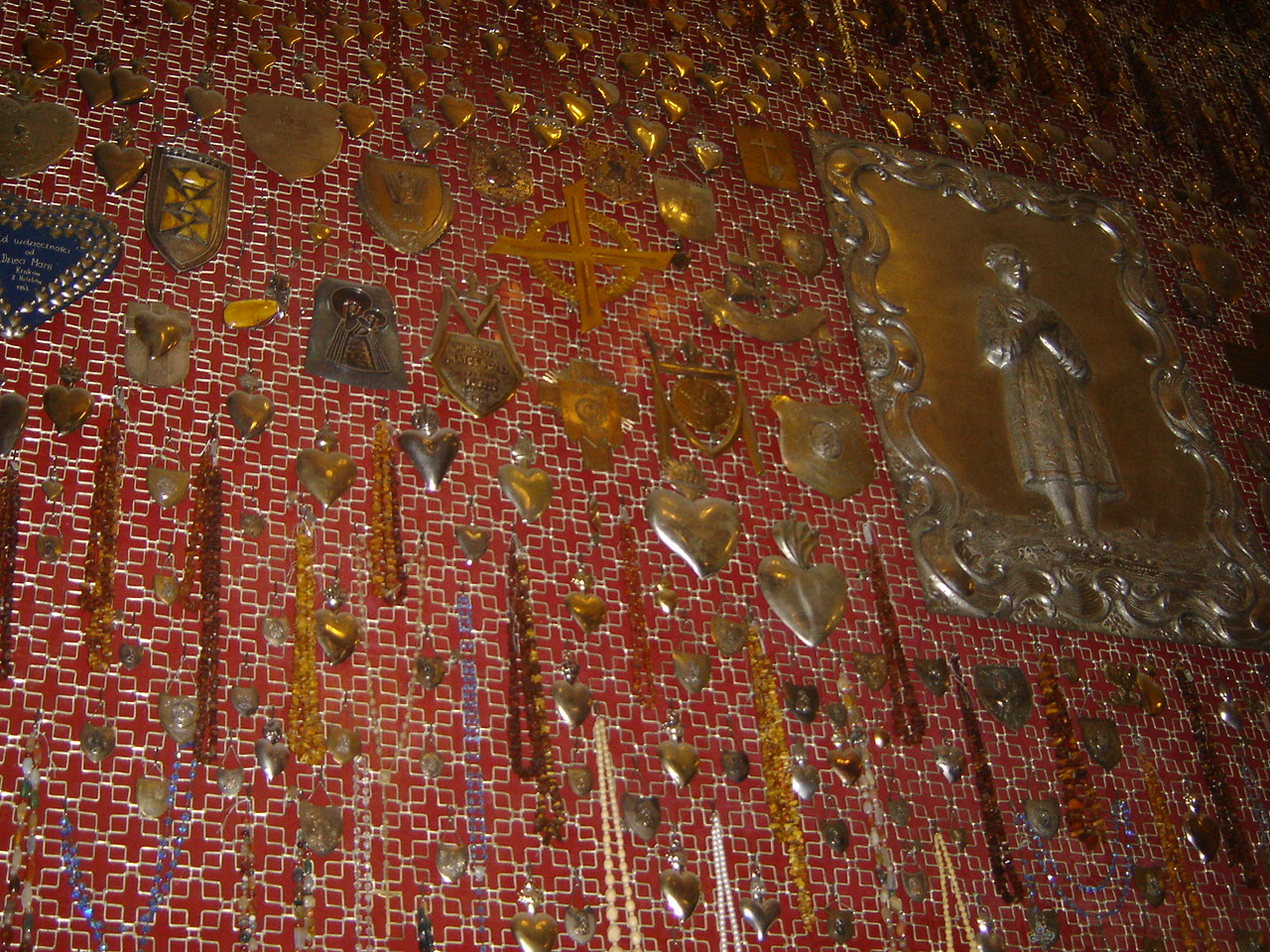
Вотивні предмети на стінах каплиці Діви Марії

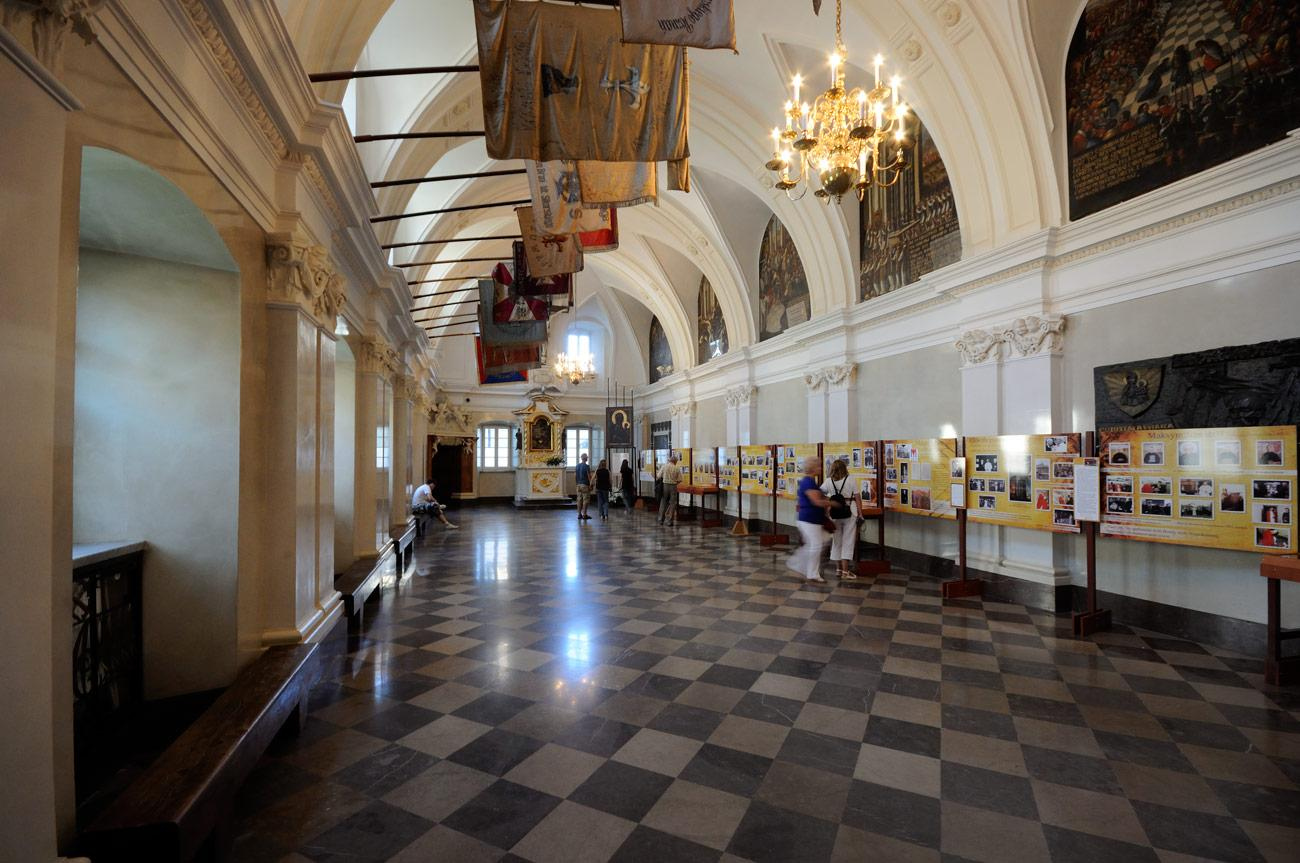
Лицарський зал

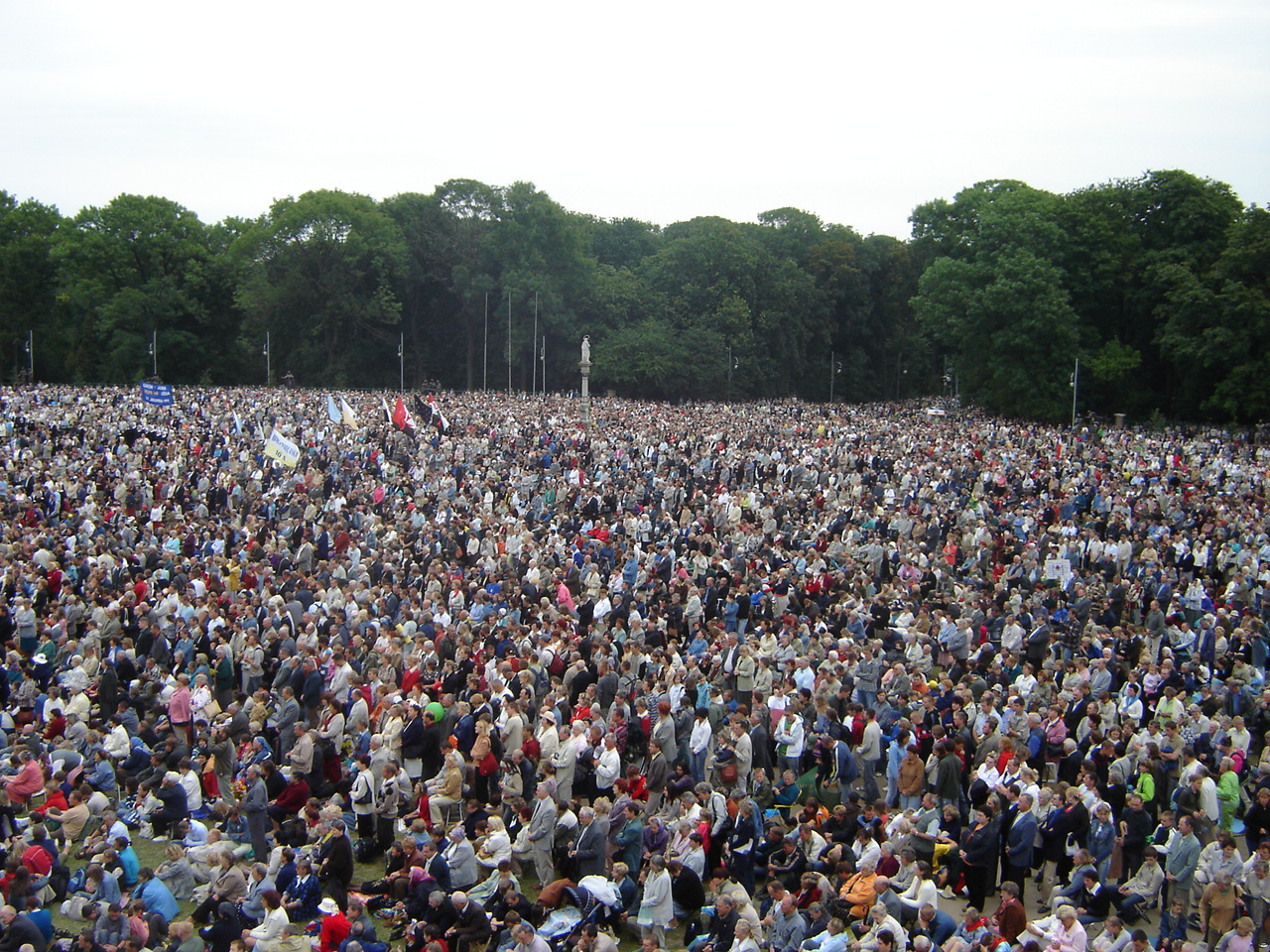
Паломники в монастир на свято Успіння, 2005

Висока 106-метрова дзвіниця збудована в 1714 в стилі бароко. Декілька разів вона страждала від пожеж, в 1906 реконструйована та надбудована.
Дзвіниця складається з 5 рівнів. На висоті другого рівня з зовнішньої сторони розміщені чотири годинникові циферблати, з кожної сторони вежі. Кожні 15 хвилин 36 дзвонів виконують мелодію гімну, присвяченого Діві Марії. Інтер'єр третього рівня прикрашають 4 статуї — св. Павла Фівейського, св. Флоріана, св. Казимира і св. Ядвіги. На верхній, п'ятий рівень ведуть 516 сходинок. Там знаходяться чотири статуї Учителів Церкви — св. Альберта Великого, св. Григорія Назіанзина, св. Августина і св. Амвросія Медіоланського. На шпиль вежі розміщена статуя ворона з куснем хліба в роті (символ ордену паулінів) і монограма Пресвятої Діви. Увінчується шпиль хрестом.

### Каплиця Діви Марії
Каплиця, в якій зберігається Ченстоховська ікона Божої Матері — серце монастиря. Перша каплиця була збудована ще до початку XVII століття, в 1644 році вона була перебудована в тринефну каплицю (зараз це Презбітерій). Ікона була поміщена на вівтар з чорного дерева і срібла, подарований монастирю великим канцлером Оссолінським в 1650 році і досі залишається на тому ж місці. Срібна панель, яка захищає ікону, датується 1673 роком.
В 1929 році до каплиці була прибудована ще одна частина. В каплиці 5 вівтарів, її стіни вкриті вотивними дарами. В лівій стіні похований прах Августина Кордецького, настоятеля, який керував обороною монастиря від шведів.

### Собор Святого Хреста і Різдва Богородиці
Собор, який примикає до каплиця чудотворної ікони — найстаріша споруда монастиря. Його будівництво почалось на початку XV століття. В наш час [коли?] собор має 46 метрів у довжину, 21 метр у ширину і 29 метрів у висоту.
1690 року велика пожежа практично знищила інтер'єр храму. У 1692–1695 роках були проведені відновлювальні роботи. Ще кілька реставрацій провели у 1706 і 1728 роках.
Тринефний собор — один з найкращих зразків бароко в Польщі. Склепіння пресвітерію і головну наву оформив Карл Данкварт 1695 року. Головний вівтар Джакомо Буцціні виконав 1728 року. Серед численних бічних каплиць виділяються каплиця св. Павла Фівейського, св. Серця Ісусового, св. Антонія Падуанського.

### Захристя
Захристя знаходиться між собором і каплицею Діви Марії і складає з ними один комплекс. Вона збудована в 1651 році, її довжина 19 метрів, ширина 10 метрів. Склепіння захристя, як і собор, розписував Карл Данкварт, настінні розписи також належать до XVII століття.

### Бібліотека
Монастир має велику бібліотеку. Серед унікальних бібліотечних екземплярів 8 000 старовинних друкованих книг, а також велика кількість манускриптів. Більшість з них складали ядро так званої колекції Ягеллонів, яка у свій час відійшла у спадок монастиреві.
Нова будівля бібліотеки була збудована в 1739 році. Стеля бібліотеки прикрашена фресками роботи невідомого італійського майстра. З 1920 року бібліотека Ясної Гори використовується для конференцій польського католицького єпископату.

### Лицарська зала
Лицарська зала розташована вздовж південного фасаду монастиря позаду Каплиці Діви Марії. Вона споруджена у 1647 році в стилі ренесанс. Стіни зали розписані в XVII столітті польськими майстрами і зображають найзначніші події історії монастиря. В дальньому кінці зали встановлений вівтар св. Іоанна Богослова роботи XVIII століття.
В Лицарській залі проводять зустрічі, засідання єпископату, теологічні і філософські конференції.

### Інше
До комплексу монастирських будівель також входять житлові приміщення монахів, Арсенал, Музей 600-річчя монастиря, Королівські покої, Переговорна зала та ін.

## Паломництва
Перше офіційно задокументоване паломництво до Ясногірського монастиря відбулося у вересні 1626 року з міста Гливиці; звичай піших прощ поширився у XVII столітті. Як правило, організовані групи паломників збираються в сусідніх з Ченстоховою містах і потім йдуть в Ясну Гору пішки, хоча деякі групи проходять і понад 500 кілометрів за 15–16 днів. За давньою благочестивою традицією, мешканці тих населених пунктів, через які проходять паломники, надають нічліг та їжу тим хто потребує.
Особливо багато паломників буває під час свят, присвячених Богородиці, особливо в день Успіння, який за католицьким стилем припадає на 15 серпня (у Польщі цей день оголошений загальнодержавним святом і є вихідним). В останні роки кількість паломників, що прибувають в Ченстохову в цей день, становить приблизно 250 тисяч людей.

## Монастир в літературі
Оборона Ясногорського монастиря від шведів у 1655 році описана на сторінках історичного роману Генрика Сенкевича «Потоп».